# بورت غالب

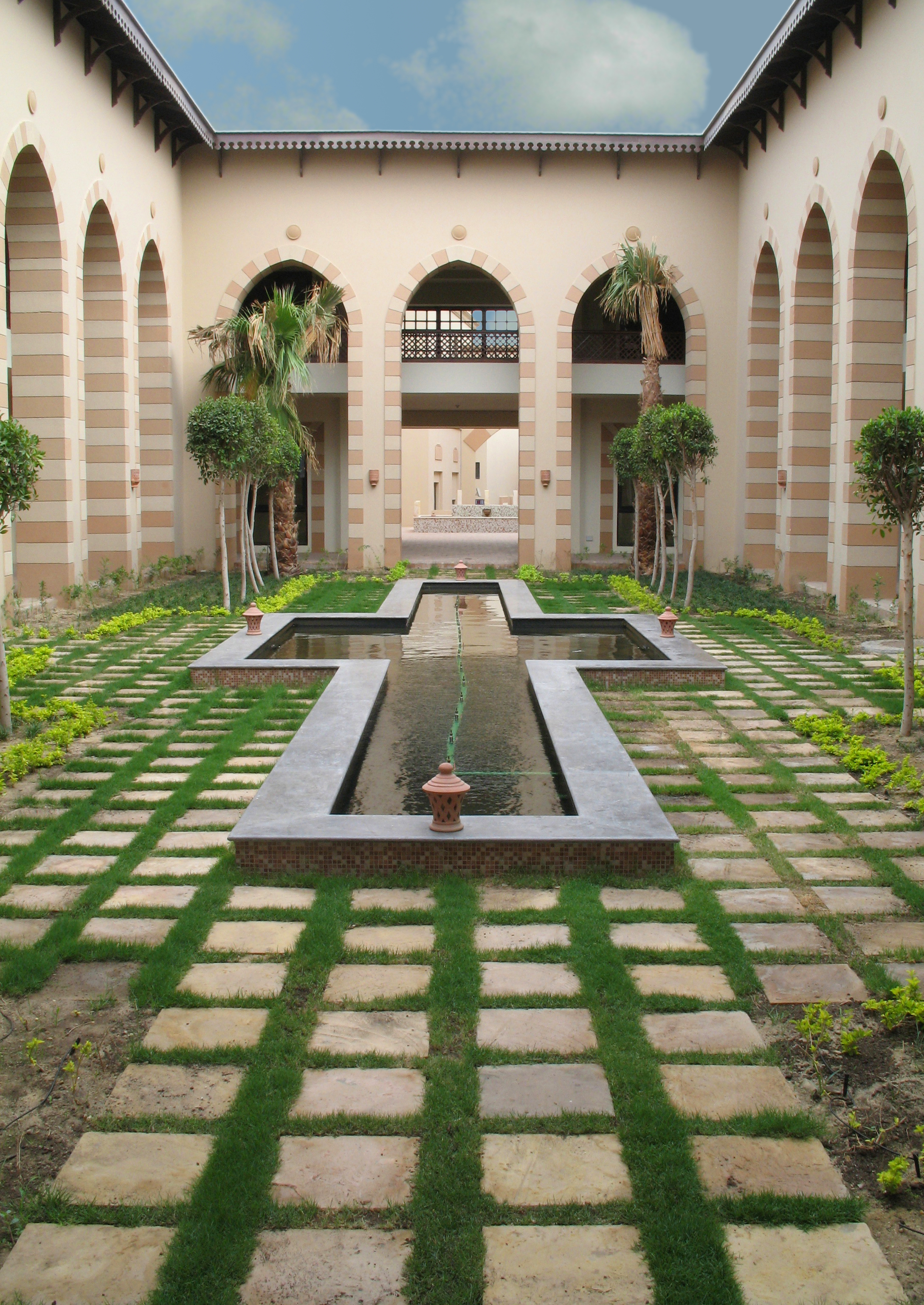
فناء داخلي بأحد المنتجعات ذات الطراز الإسلامي

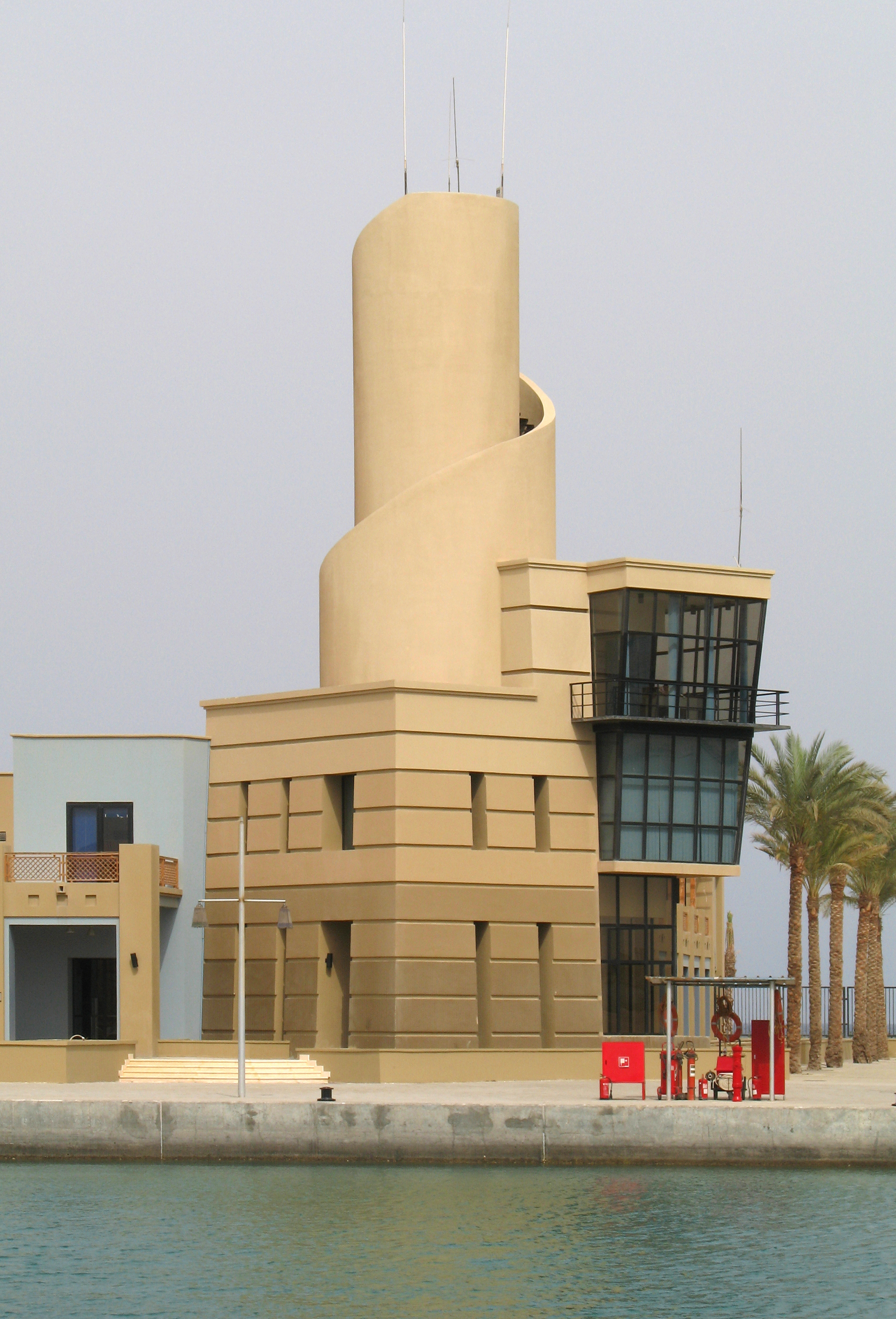
مبنى إدارة الميناء

بورت غالب مدينة سياحية متكاملة تتبع مرسى علم بريفييرا البحر الأحمر، وتقع بمنطقة محمية طبيعية. وتضم منتجع ومارينا ومساكن فاخرة ونحو ألف غرفة فندقية من فئة الخمس نجوم،        ومركز مؤتمرات يستوعب نحو ثلاثة آلاف من الحضور، ونحو 22 مقهى، و 165 محل تجاري شرقي (خان)، وخدمات ومرافق، تمويلها كويتي ولا زالت بعض مراحلها تحت الإنشاء، وجدول التشييد ينتهي في 2024.
وبالمدينة مطار مرسى علم الدولي أول مطار مصري يُبنى على أساس « نظام البناء والتشغيل والتحويل ». وتقع بورت غالب على بُعد 70 كم إلى شمال مرسى علم.

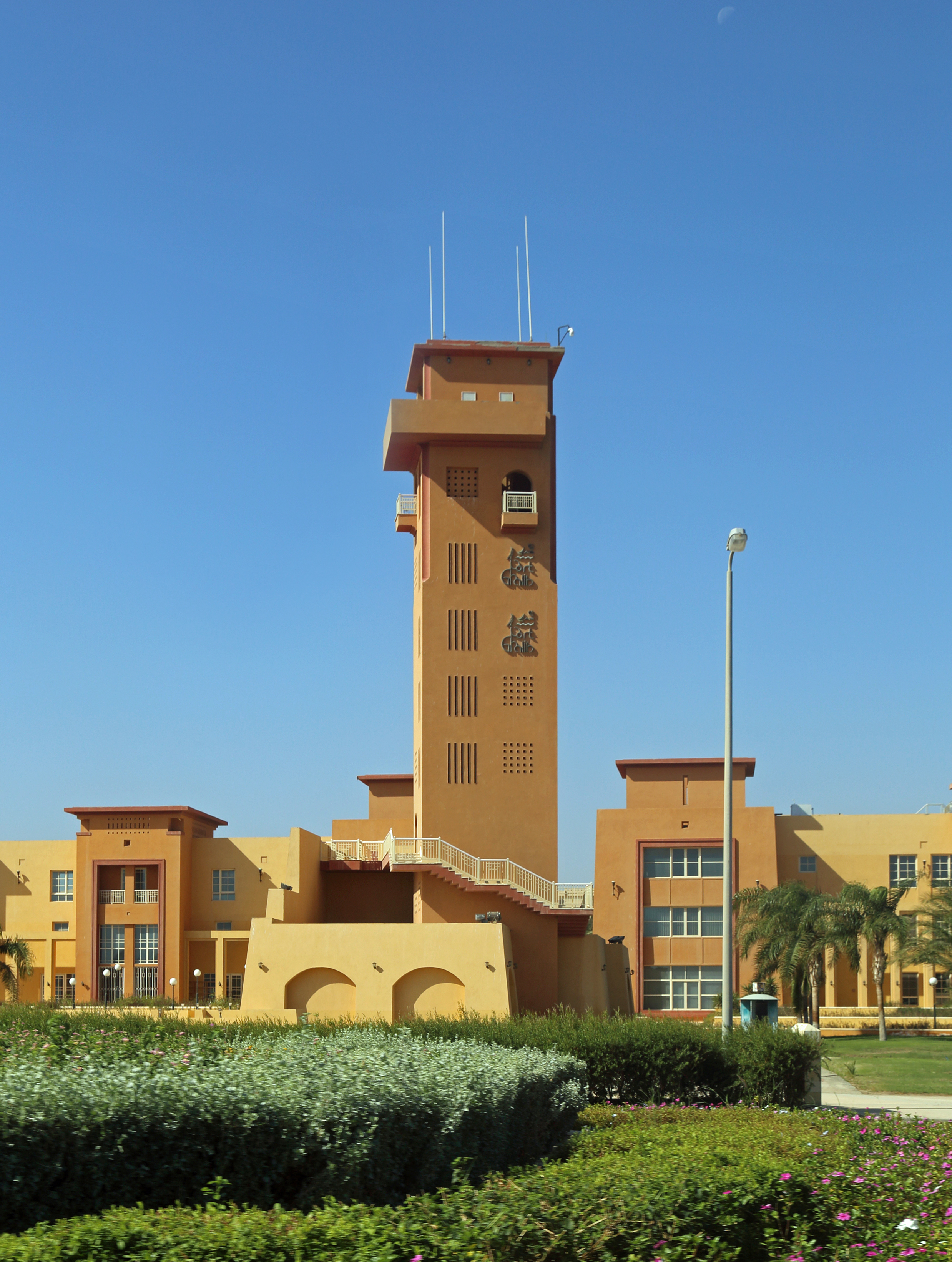
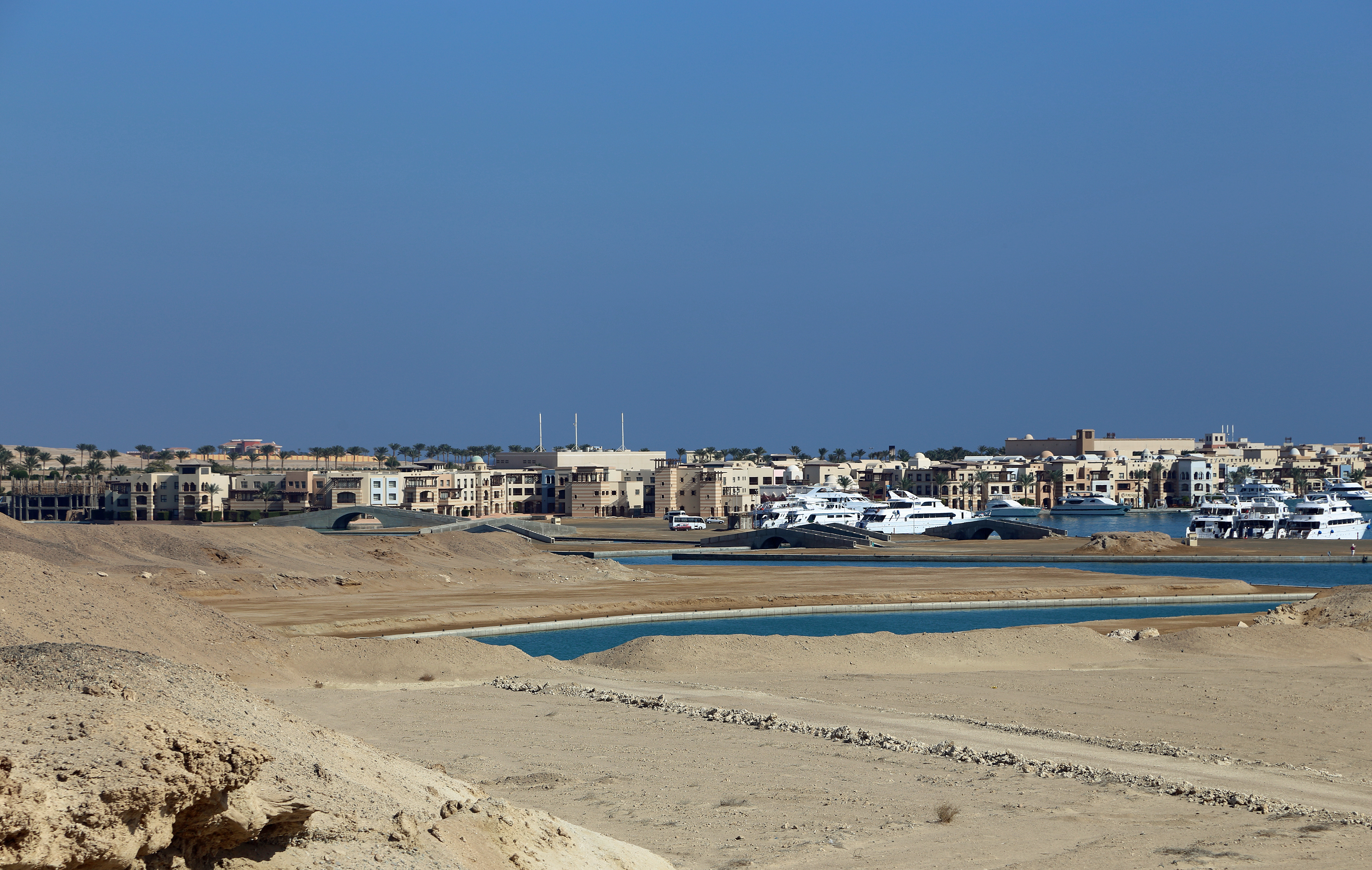
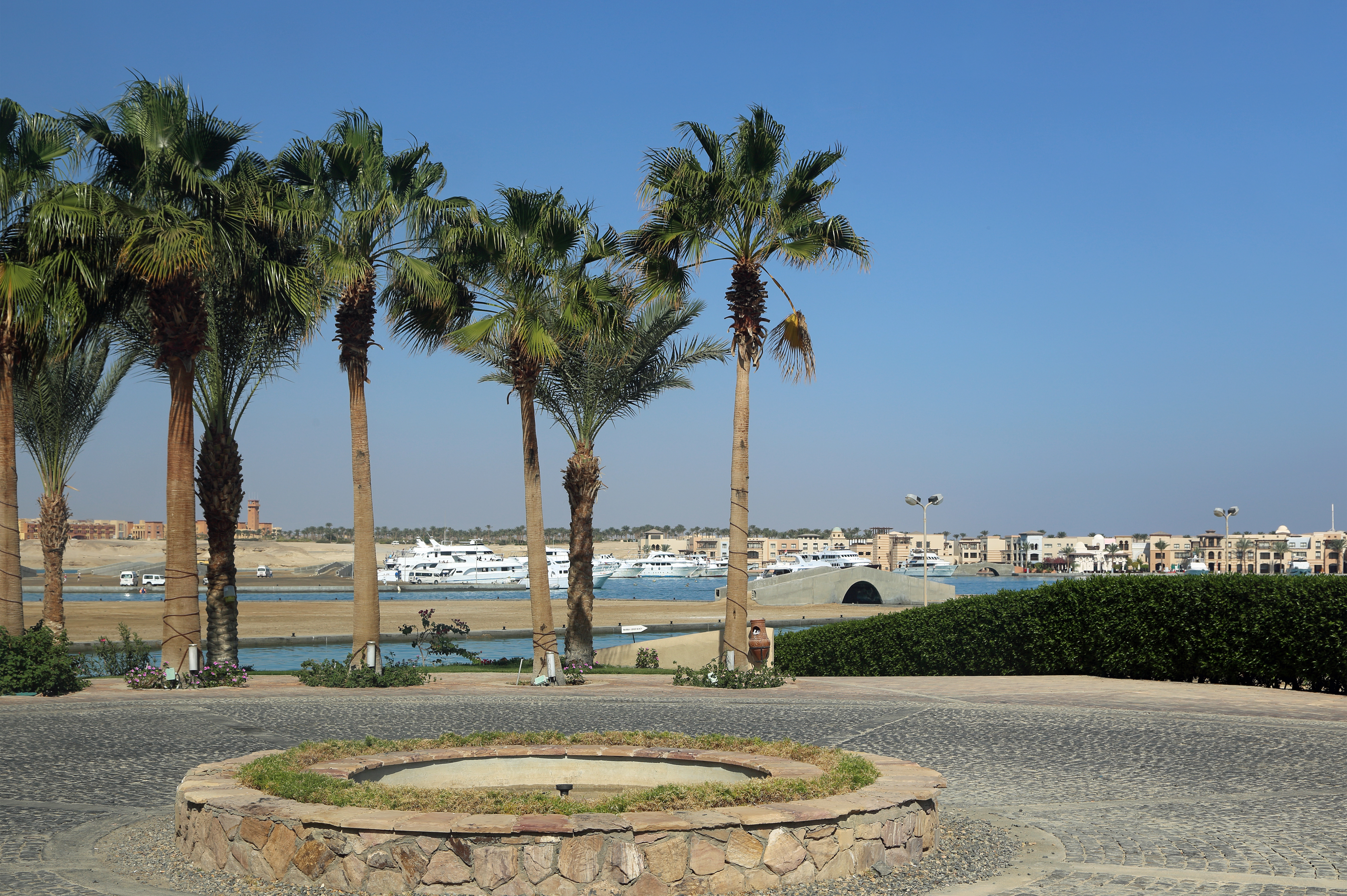